# Charlotte (North Carolina)
Charlotte is een stad in de Amerikaanse staat North Carolina met 885.708 inwoners. De stad is hiermee de 15e in grootte van de Verenigde Staten (2019). De oppervlakte bedraagt 627,3 km², waarmee het de 22e stad is. Charlotte is de hoofdplaats van Mecklenburg County.
Charlotte werd in 1768 gesticht en is genoemd naar Charlotte van Mecklenburg-Strelitz (Queen Charlotte), de echtgenote van de toen regerende Engelse koning George III. Hierdoor kreeg de stad de bijnaam Queen City.

## Demografie
Van de bevolking is 8,8% ouder dan 65 jaar en bestaat voor 29,5% uit eenpersoonshuishoudens. De werkloosheid bedraagt 2,7% (cijfers volkstelling 2000).
Ongeveer 7,4% van de bevolking van Charlotte bestaat uit hispanics en latino's, 32,7% is van Afrikaanse oorsprong en 3,4% van Aziatische oorsprong.
Het aantal inwoners steeg van 426.984 in 1990 naar 540.828 in 2000. In 2008 woonden er 731.424 mensen in Charlotte.

## Klimaat
In januari is de gemiddelde temperatuur 4,1 °C, in juli is dat 26,3 °C. Jaarlijks valt er gemiddeld 1094,5 mm neerslag (gegevens op basis van de meetperiode 1961-1990).

## Sport
Bekende sportteams uit Charlotte zijn het basketbalteam Charlotte Hornets, het American footballteam Carolina Panthers, het Minor league baseballteam Charlotte Knights en de voetbalclub Charlotte FC.
Golf wordt gespeeld op de golfbaan van de Quail Hollow Club.

## Verkeer

### Vliegverkeer
Westelijk van Charlotte ligt het Internationale luchthaven Charlotte-Douglas welke op plaats 10 staat wat betreft de grootste vliegvelden van de Verenigde Staten.

### Wegverkeer
Over de weg is Charlotte bereikbaar via de Interstate Highways (I-77) en de I-85.
De I-277 vormt de rondweg om het centrum van de stad. De I-485 geldt als "Grote Ring" en vormt de verbinding voor de voorsteden en twee universiteiten.

### Openbaar vervoer
Het openbaar vervoer in Charlotte wordt verzorgd door het Charlotte Area Transit System (CATS). Het heeft een lightrail ("Blue Line") en een tramlijn ("Gold Rush"), maar een groot gedeelte van het netwerk bestaat uit buslijnen (ruim 70 lijnen). Hiervan verzorgen drie buslijnen het vervoer binnen de campus van de Universiteit van North Carolina.

## Onderwijs

### Universiteiten
In en om Charlotte liggen vier grote universiteiten.
De grootste is de Universiteit van North Carolina (noordoostelijk). In het centrum van de stad ligt de campus van de Johnson & Wales University, zuidelijk van het centrum de Queens University of Charlotte en aan de zuidwestrand van de stad (nabij de I-485) de DeVry University.
Kleinere (gespecialiseerde) universiteiten zijn de Johnson C. Smith University, de Northeastern University, Pfeiffer University, University of Phoenix, Wake Forest University en Wingate University (in de voorstad Wingate).

## Plaatsen in de nabije omgeving
De onderstaande figuur toont nabijgelegen plaatsen in een straal van 20 km rond Charlotte.

## Partnersteden
- Krefeld (Duitsland), sinds 1986
- Limoges (Frankrijk), sinds 1992
- Wrocław (Polen)

## Bekende inwoners van Charlotte

### Geboren
- Dannie Heineman (1872–1962), wetenschapper, zakenman en filantroop
- Billy Graham (1918-2018), evangelist en predikant
- John Cocke (1925-2002), informaticus
- Nappy Brown (1929–2008), blueszanger
- Wilbert Harrison (1929–1994), zanger en muzikant
- Charles Duke (1935), astronaut
- Graham Allison (1940), bestuurskundige
- Altovise Gore (1943-2009), actrice
- Don Schollander (1946), zwemmer
- Dan Shaver (1950), autocoureur
- Susan Helms (1958), astronaute
- Sharon Lawrence (1961), actrice
- Davis Love III (1964), golfer
- Charles Robinson (1964), professioneel worstelscheidsrechter die werkt voor World Wrestling Entertainment (WWE)
- David Vincent (1965), bassist en zanger van deathmetalband Morbid Angel
- Jim Rash (1971), acteur, scenarioschrijver en regisseur
- Hunter Kemper (1976), triatleet
- Fortune Feimster (1980), schrijfster, comédienne en actrice
- Chyler Leigh (1982), actrice
- Tyler Kluttz (1984), professioneel worstelaar
- Doug Van Wie (1984), zwemmer
- David Baker (1986), pokerspeler
- Ashley Fliehr (1986), professioneel worstelaar
- Ricky Steamboat Jr. (1987), professioneel worstelaar
- Ricky Berens (1988), zwemmer
- Reid Flair (1988–2013), professioneel worstelaar
- Clint Irwin (1989), voetballer
- Luke Combs (1990), countryzanger en singer-songwriter
- Britt Robertson (1990), actrice
- Michael Chadwick (1995), zwemmer
- Saddiq Bey (1999), basketballer
- Patrick Williams (2001), basketballer
- Jak Crawford (2005), autocoureur

### Woonachtig (geweest)
- DaBaby (1991), rapper

## Video
- Charlotte, North Carolina (2019)